# Ennery (Val-d’Oise)
Ennery ist eine französische Gemeinde mit 2313 Einwohnern (Stand 1. Januar 2022) im Département Val-d’Oise in der Region Île-de-France; sie gehört zum Arrondissement Pontoise und zum Kanton Pontoise. Die Einwohner werden Annericiens genannt.

## Geographie
Ennery ist eine Vorstadt im Norden von Pontoise im Tal der Oise. Umgeben wird Ennery von den Nachbargemeinden Livilliers im Norden und Nordwesten, Hérouville-en-Vexin im Norden und Nordosten, Auvers-sur-Oise im Osten, Pontoise im Süden sowie Osny im Westen. 
Das Gemeindegebiet gehört zum Regionalen Naturpark Vexin français.

## Bevölkerungsentwicklung
| Jahr      | 1962 | 1968 | 1975 | 1982 | 1990 | 1999 | 2006 | 2012 | 2018 |
| Einwohner | 678  | 1379 | 1935 | 1846 | 2037 | 2036 | 2127 | 2293 | 2426 |

## Sehenswürdigkeiten
Siehe auch: Liste der Monuments historiques in Ennery (Val-d’Oise)
- Kirche Saint-Aubin aus dem 11./12. Jahrhundert, seit 1911 Monument historique
- Großkreuz auf dem Friedhof („Croix d’Autel“), seit 1977 Monument historique
- Schloss Ennery, seit 1942 Monument historique

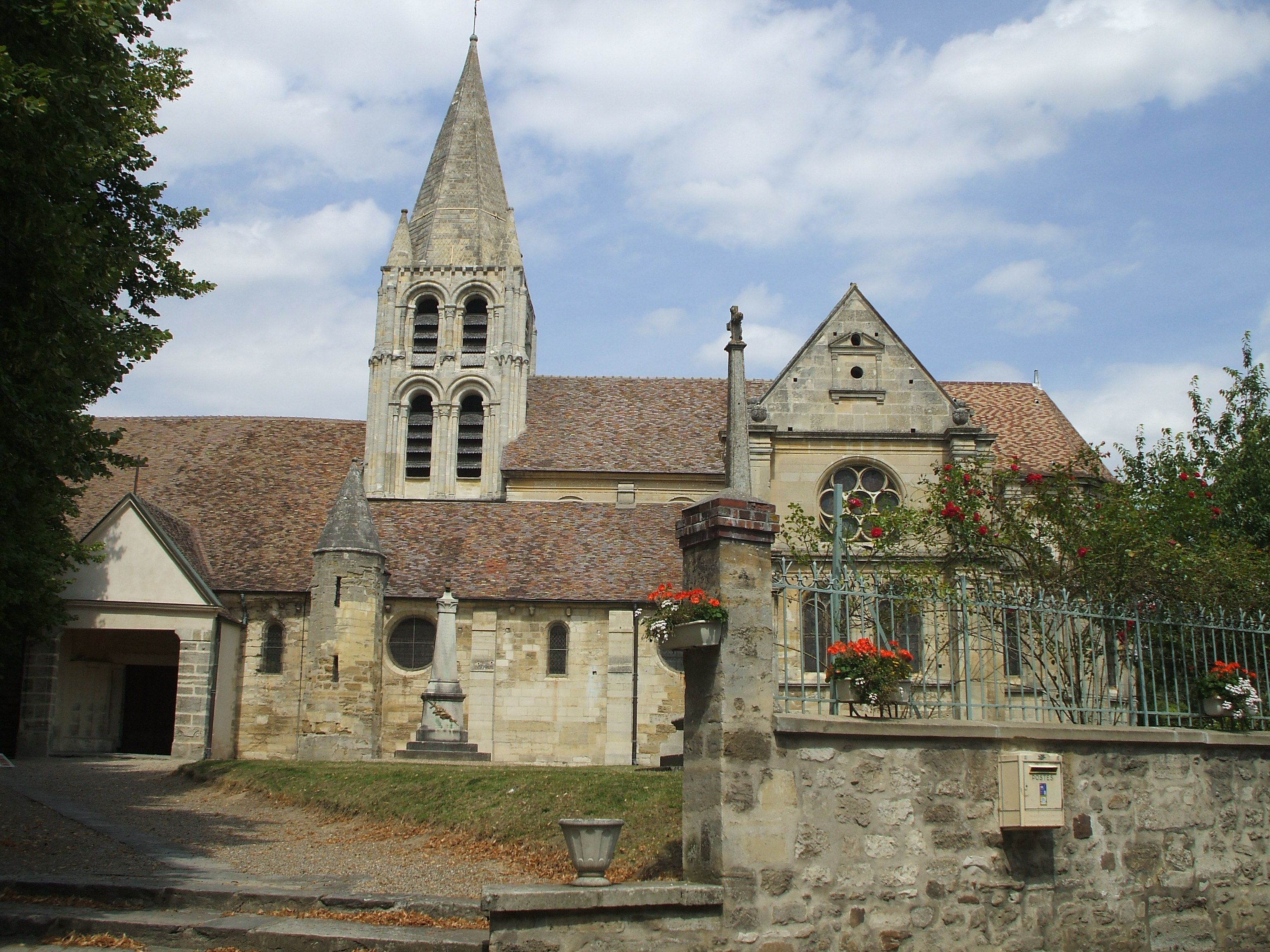
Kirche Saint-Aubin
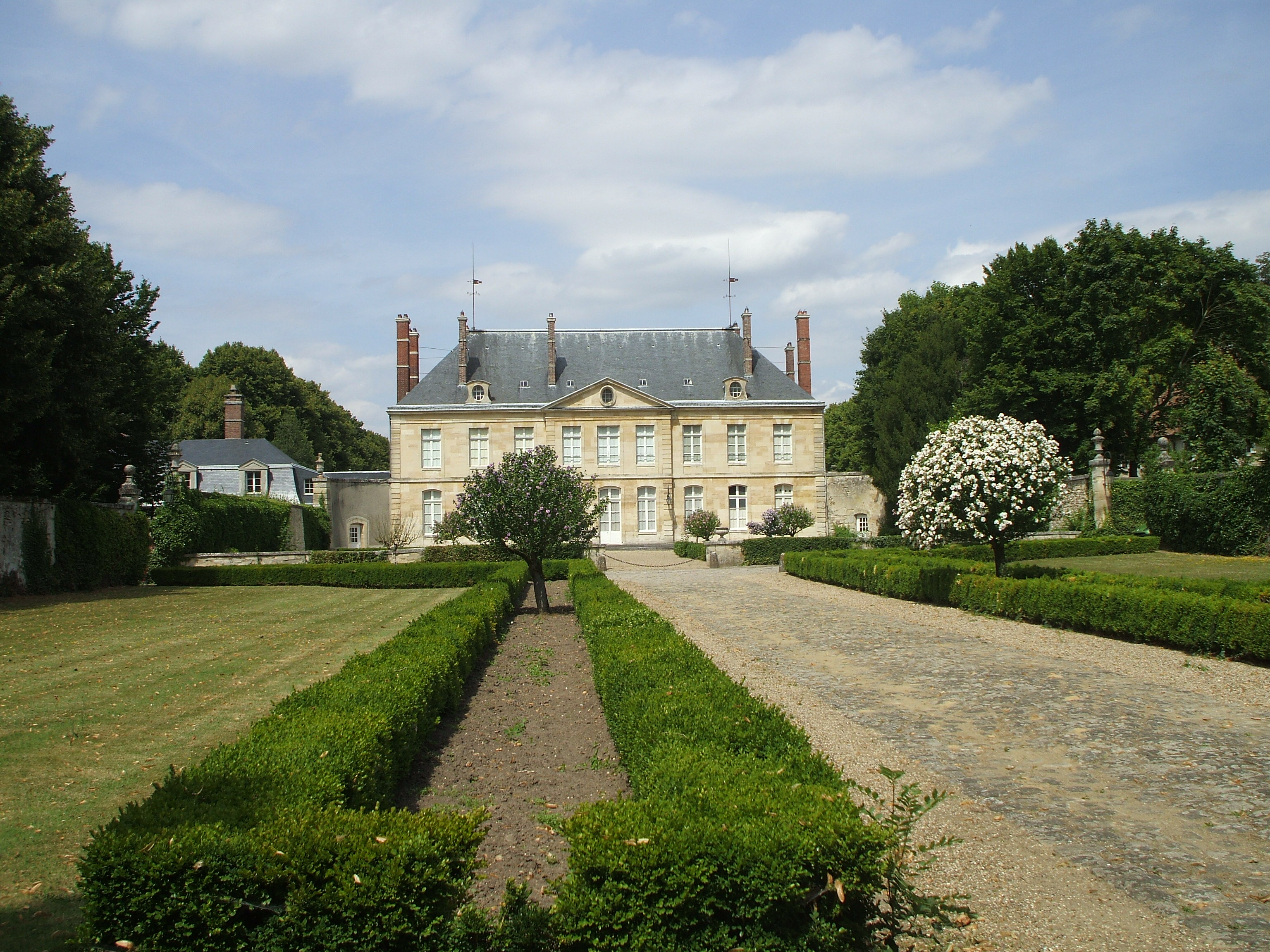
Schloss Ennery
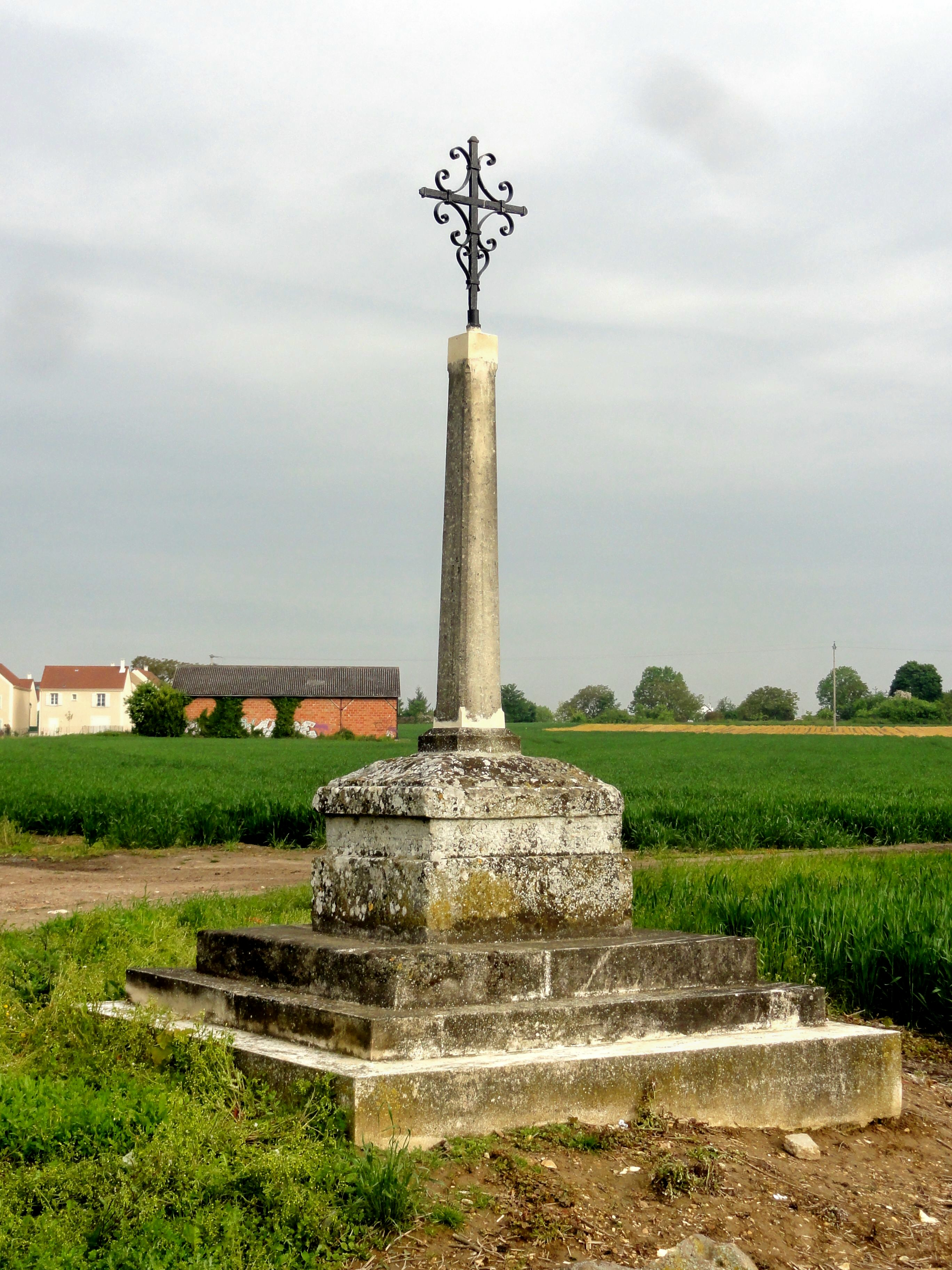
Croix d’Autel

## Persönlichkeiten
- Hélène Brion (1882–1962), französische Feministin und Pazifistin (hier gestorben)

## Gemeindepartnerschaften
Mit der deutschen Stadt Oberriexingen in Baden-Württemberg und mit der gleichnamigen französischen Gemeinde Ennery im Département Moselle bestehen Partnerschaften.